# نيكلاس نيلين
نيكلاس نيلين (بالسويدية: Niclas Nylén)‏ (مواليد 21 مارس 1966) هو لاعب كرة قدم. يلعب مع منتخب السويد لكرة القدم. سبق له أن لعب في كأس العالم لكرة القدم مع منتخب بلاده.

## روابط خارجية
- نيكلاس نيلين على موقع قاعدة بيانات كرة القدم.إي يو (الإنجليزية)
- نيكلاس نيلين على موقع ناشيونال فوتبول تيمز (الإنجليزية)
- نيكلاس نيلين على موقع Soccerway.com (الإنجليزية)